# Amanda Pays
Amanda J. Pays (ur. 6 czerwca 1959 w Londynie) – brytyjska aktorka i modelka.

## Życiorys

### Wczesne lata
Urodziła się w Londynie jako córka Joan (z domu Miller), aktorki, i Howarda Reginalda Paysa, agenta teatralnego/byłego aktora. Kiedy miała osiem lat, rozpoczęła naukę w pobliżu klasztoru, gdzie wykazała swoje wczesne umiejętności aktorskie grając zazwyczaj role męskie. Za radą swojej matki wysłała zdjęcie do agencji modelek i niemal natychmiast została przyjęta. W wieku czternastu lat rozpoczęła studia na wydziale dramatu w londyńskiej Academy of Live and Recorded Arts.

### Kariera
W wieku 17 lat przez cztery lata pracowała jako modelka dla takich fotografów światowej sławy jak David Bailey, Clive Arrowsmith, Antony Armstrong-Jones, Terence Donovan, John Swannell, Steven Meisel, Patrick Demarchelier, Denis Piel i Matthew Rolston. Była na okładkach „Tatler” (1983), „Queen”, „Vogue” (w sierpniu 1986), „Harper’s Bazaar” (w listopadzie 1989) czy „Mirabella” (w styczniu 1990).
Po występie w podwójnej roli Carli Martin i Christy Bruckner w melodramacie telewizyjnym HBO Chłodnia (The Cold Room, 1984) z udziałem George’a Segala, pojawiła się na dużym ekranie w komedii Jankes na Oksfordzie (Oxford Blues, 1984) z Robem Lowe i Julianem Sandsem. Była narratorem filmu dokumentalnego Komputerowe marzenia (Computer Dreams, 1988). W dramacie sensacyjnym Sajgon (Off Limits, 1988) zagrała u boku Willema Dafoe, Gregory’ego Hinesa i Scotta Glenna. W filmie akcji Tajna przesyłka (Subterfuge, 1996) grała Alex, zakochaną w muskularnym eks-żołnierzu (Matt McColm).

## Życie prywatne
19 listopada 1988 wyszła za mąż za amerykańskiego aktora Corbina Bernsena, z którym zagrała w telewizyjnym dramacie Cena za umarłego (Dead on the money, 1991), dreszczowcu telewizyjnym NBC W pajęczynie zdrady (I Know My Son Is Alive/Web of Deceit, 1994) i serialu NBC/Hallmark Świry (Psych, 2008). Mają czterech synów: Olivera Millera (ur. 14 marca 1989), bliźniaki - Henry’ego i Angusa Moore’a (ur. 19 marca 1992) oraz Finleya Coopera (ur. 9 czerwca 1998).

## Filmografia

### Filmy fabularne
- 1984: Jankes na Oksfordzie (Oxford Blues) jako lady Victoria Wingate
- 1986: Żabi książę (The Frog Prince)
- 1987: The Kindred jako Melissa Leftridge
- 1988: Sajgon (Off Limits) jako zakonnica Nicole
- 1989: Lewiatan (Leviathan) jako Elizabeth 'Willie' Williams
- 1991: Kunszt (A Grande Arte) jako archeolog Marie
- 1991: Flash II - zemsta Prestigiditatora (The Flash II: Revenge of the Trickster) jako Christina „Tina” McGee
- 1992: Flash III: Deadly Nightshade jako dr Christina 'Tina' McGee
- 1993: Sade - Life Promise Pride Love jako dziewczyna gangstera (w „Smooth Operator”)
- 1995: Szósty zmysł (Solitaire for 2) jako Katie Burrough
- 1996: Tajna przesyłka (Subterfuge) jako Alex
- 1997: Spacejacked jako Dawn
- 2001: Podpalacz (Ablaze) jako Jennifer Lewis

### Filmy TV
- 1984: Chłodnia (The Cold Room) jako Carla Martin/Christa Bruckner
- 1985: Pan i pani Edgehill (Mr. and Mrs. Edgehill) jako Vivienne
- 1985: Max Headroom jako Theora Jones
- 1985]: Śmierć lorda Edgware’a (Thirteen at Dinner) jako Geraldine Marsh
- 1990: Parker Kane jako Sarah Taylor
- 1990: The Flash jako Christina „Tina” McGee
- 1991: Cena za umarłego (Dead on the money) jako Jennifer Ashford
- 1993: Wiek zdrady (The Age of treason) jako Helena
- 1994: W pajęczynie zdrady (I Know My Son Is Alive/Web of Deceit) jako Katherine
- 1997: Prywatne śledztwo (Hollywood Confidential) jako Joan Travers
- 2002: Świąteczna pułapka (The Santa Trap) jako Doris Spivak

### Seriale TV
- 1985: Anno Domini (A.D.) jako Sarah
- 1985: Dempsey i Makepeace na tropie (Dempsey & Makepeace) jako Tiffany Grace
- 1985: Opiekun (Minder) jako Nikki South
- 1987-1988: Max Headroom jako Theora Jones
- 1988: CBS Summer Playhouse jako Alexandra Greer
- 1990-1991: Flash (The Flash) jako Christina „Tina” McGee
- 1993: Z Archiwum X (The X Files) jako Phoebe Green
- 1997: Łowca złodziei (Thief Takers) jako DS Anna Dryden
- 1999: Mściciel (Vengeance Unlimited) jako Gail Dawson
- 1999: Siódme niebo (7th Heaven) jako Emily Grant
- 1999: Wiecie, jak jest... (It's Like, You Know...) jako Angela Blendal
- 1999: Martial Law jako dr Broderick
- 1999: Dzień jak dzień (Any Day Now) jako Helen
- 2000: Winorośl (Grapevine) jako Paulina
- 2002: Czas do namysłu (Breathing Room) jako gospodarz
- 2006: Bez skazy (Nip/Tuck) jako projektantka wnętrz
- 2008: Świry (Psych) jako Susan B
- 2014–2016: Flash jako Christina „Tina” McGee

### Gry komputerowe
- 1996: Privateer 2: The Darkening jako trzeci zabójca